# Psaume 114 (Bruckner)
Pour les articles homonymes, voir Psaume 114.
Le Psaume 114, WAB 36, est une mise en musique par Anton Bruckner des versets 1 à 9 d'une version allemande du Psaume 116 (Psaume 114 dans la Vulgate).

## Historique
L'œuvre a été composée en 1852 à l'Abbaye de Saint-Florian. Bruckner a dédicacé l'œuvre au Hofkapelmeister Ignaz Assmayr pour la célébration de sa fête du nom. Une répétition de l'œuvre a eu lieu à cette époque, mais elle n'a pas été suivie par une exécution publique.
Le manuscrit original de l'œuvre, qui est parfois incomplet dans les détails , est archivé à l'Abbaye.
L'œuvre a été créée par August Göllerich le 1er avril 1906, sur base du manuscrit original. Elle a été enregistrée par Matthew Best en 1987 et éditée par Paul Hawkshaw en 1997 dans le Volume XX/1 de la Bruckner Gesamtausgabe, sur base de la Reinschrift (copie dédicacée), qui a été retrouvée en 1957 dans une collection privée à Vienne.
Au cours du concert du 25 juin 2017 avec la Missa solemnis par Łukasz Borowicz avec le RIAS Kammerchor et l'Akademie für Alte Musik Berlin, le Psaume 114 a été aussi exécuté. Le CD de ce concert – Accentus ACC 30429 – n'a cependant pas inclus l'exécution du Psaume 114.

## Texte
Dank für Rettung aus großen Gefahren (Remerciement pour le salut de grands périls)
| Alleluja! Liebe erfüllt mich, weil der Herr die Stimme meines Flehens erhört hat, Weil er sein Ohr zu mir neigte: mein Leben lang werd' ich ihn anrufen. Es umgaben mich die Schmerzen des Todes, es trafen mich die Gefahren der Hölle, Trübsal und Schmerz fand ich: Da rief ich den Namen des Herrn an: O Herr, erlöse mein Seele! Barmherzig ist der Herr und gerecht: unser Gott ist barmherzig. Der Herr bewahret die Kleinen: ich war gedemüthigd, und er half mir. Kehre zurück, meine Seele, in deine Ruh: denn der Herr hat dir wohlgethan; Denn er errettete meine Seele vom Tode, meine Augen von den Thränen, meinen Füße vom Falle. Ich will gefallen dem Herrn im Lande der Lebendigen. | J’aime l’Éternel, car il entend ma voix, mes supplications ; car il a penché son oreille vers moi ; et je l’invoquerai toute ma vie. Les liens de la mort m’avaient environné, et les angoisses du sépulcre m’avaient saisi ; j’étais en proie à la détresse et à la douleur.Mais j’invoquai le nom de l’Éternel : Ô Éternel, sauve mon âme ! L’Éternel est miséricordieux et juste, notre Dieu est plein de compassion ; l’Éternel garde les simples ; j’étais malheureux, et il m’a sauvé. Mon âme, retourne à ton repos, car l’Éternel t’a fait du bien. Oui, tu as délivré mon âme de la mort, mes yeux des larmes, mes pieds de la chute. Je marcherai devant l’Éternel, sur la terre des vivants. |

## Composition
L'œuvre de 209 mesures en sol majeur est conçue pour chœur mixte à cinq voix (SAATB) et trois trombones.
"La composition est d'une impressionnante austérité archaïque, d'une harmonie dépouillée, et est extrêmement simple dans sa texture. Elle débute en mi mineur, mais la tonalité évolue ensuite en sol major, tonalité qui domine le reste de la composition". La structure de l'œuvre, qui est de concept assez simple, est basée sur la pratique liturgique. L'œuvre débute par quatre Alleluja en homophonie, en guise d'antiphone. Les versets individuels, à l'exception des versets 7 et 8, sont clairement séparés par des cadences ou des pauses. "[Bruckner] utilise les trombones pour renforcer les contrastes définis par les pauses - qui deviendront si poignantes dans ses compositions ultérieures". Les trombones renforcent ainsi le contraste entre "Es umgaben mich die Schmerzen des Todes" (en mode mineur) et "Kehre zurück meine Seele" (en mode majeur). Cette œuvre vraiment inspirée, qui dénote une compréhension en profondeur du texte, captive l'audition avec des harmonies intéressantes et des textures et des timbres variés. La fin du huitième verset ("meinen Füße vom Falle"), qui est en canon à deux voix sur une pédale de la dominante, procure une transition effective vers la large double fugue à cinq voix, qui se termine par un puissant unisson sur "im Lande der lebendigen".
Bruckner's Psalm 114 is an aurally pleasing and expressive composition that does not deserve the near oblivion to which it has been relegated. It represents another important step in his slow process toward a purely musical career.
Traduction : Le Psaume 114 de Bruckner est une composition expressive et agréable à l'audition, qui ne mérite pas le quasi-oubli dans lequel il a été relégué. Il représente un autre jalon dans son lent processus vers une carrière purement musicale.

## Discographie
Il y a trois enregistrements de Bruckner Psaume 114 :
- Matthew Best, Bruckner - Requiem, Psalms 112 & 114, Corydon Singers, membres de l'English Chamber Orchestra, 1987 - CD Hyperion CDA66245.
Cet enregistrement du Psaume 114 utilise une partition établie par Best, basée sur la Reinschrift-Partitur.
- Johannes Rühl, Anton Bruckner zum 175. Geburtstag, Capella Kreuzberg, membres du Staatsoper de Berlin, 1999 - CD publié par le chœur
- Marque Forkgen, Sing Praises, London Concert Choir, Alexander Mason (orgue), 2002 - CD édité par le chœur (avec accompagnement d'orgue au lieu de trombones)

## Sources
- Cornelis van Zwol, Anton Bruckner – Leven en Werken, Thot, Bussum (Pays-Bas), 2012.  (ISBN 90-686-8590-2)
- John Williamson, The Cambridge Companion to Bruckner, Cambridge University Press, 2004.  (ISBN 0-521-80404-3)
- Keith William Kinder, The Wind and Wind-Chorus Music of Anton Bruckner, Greenwood Press, Westport, CT, 2000.  (ISBN 0-313-30834-9).
- Uwe Harten, Anton Bruckner. Ein Handbuch. Residenz Verlag, Salzbourg, 1996.  (ISBN 3-7017-1030-9).
- Anton Bruckner – Sämtliche Werke, Band XX/1: Psalm 114 (1852), Musikwissenschaftlicher Verlag der Internationalen Bruckner-Gesellschaft, Paul Hawkshaw (Éditeur), Vienne, 1997